# Iglesia del Sagrado Corazón (Jamestown)
La iglesia del Sagrado Corazón (en inglés: Church of the Sacred Heart) es el nombre que recibe un edificio religioso que está afiliado a la Iglesia católica y se encuentra ubicado en la localidad de Jamestown en la isla de Santa Elena parte del territorio británico de ultramar de Santa Elena, Ascensión y Tristán de Acuña en el sur del océano Atlántico.
Se trata de uno de los 3 templos católicos que operan en ese territorio, siendo los otros los ubicados en Georgetown, en la Isla de Ascensión (iglesia de Nuestra Señora de la Ascensión) y el de Edinburgh of the Seven Seas en la isla de Tristán de Acuña (Iglesia de San José).
Los primeros sacerdortes católicos llegaron a Santa Elena con Napoleón Bonaparte en 1819, aunque el templo dedicado al Sagrado Corazón solo fue construido en 1852. La congregación forma parte de la circunscripción de la misión sui iuris de Santa Elena, Ascensión y Tristán de Acuña (Missio sui iuris Sanctae Helenae, Ascensionis et Tristanensis) que fue creada en 1986 bajo el pontificado del papa Juan Pablo II.